# Зміївський район
Змі́ївський райо́н — колишня адміністративно-територіальна одиниця у центрі Харківської області з центром у місті Зміїв. Район було створено у 1923 році рішенням Постанови ВУЦВК від 7 березня. 17 липня 2020 року район ліквідовано, і район у повному складі увійшов до Чугуївського району. Загальна площа району — 1364,65 кв. км, що становить 4,34 % території Харківської області.
Станом на 1 лютого 2012 року в районі налічувалося 77 населених пунктів, зокрема 1 місто, 2 селища міського типа та 74 сільських населених пунктів. Населення становило 72 875 осіб.

## Географія
Площа річок і водоймищ Зміївського району становить 3918,72 га. Територією району протікають 4 головні річки: Сіверський Донець, Мжа, Уда та Берестова.
Змївський район межує:
- на півночі — з Чугуївським і Харківським районами;
- на півдні — з Балаклійським і Первомайським районами;
- на заході — з Нововодолазьким районом;
- на сході — з Чугуївським районом Харківської області.

Відстань від Змієва до Харкова 40 км.
Площа сільськогосподарських угідь району становить 74 750 га. Уся ж площа Зміївського району розподілена так:
- рілля — 53 367,76 га (39, 35 %);
- багаторічні насадження — 2029,75 га (1,5 %);
- сінокоси — 9134,03 га (6,74 %);
- пасовища — 10 219,18 га (7,53 %);
- ліси і лісопосадки — 43 950,99 га (31,79 %);
- сільськогосподарські будівлі — 1199,24 га (0,88 %);
- дороги — 1025,28 га (0,76 %);
- забудовані землі — 7959,64 га (5,87 %);
- болота — 2873,19 га (2,12 %);
- відкриті землі (піски, яри і ін.) — 787,22 га (0,58 %);
- вода — 3918,72 га (2,89 %).

## Історія

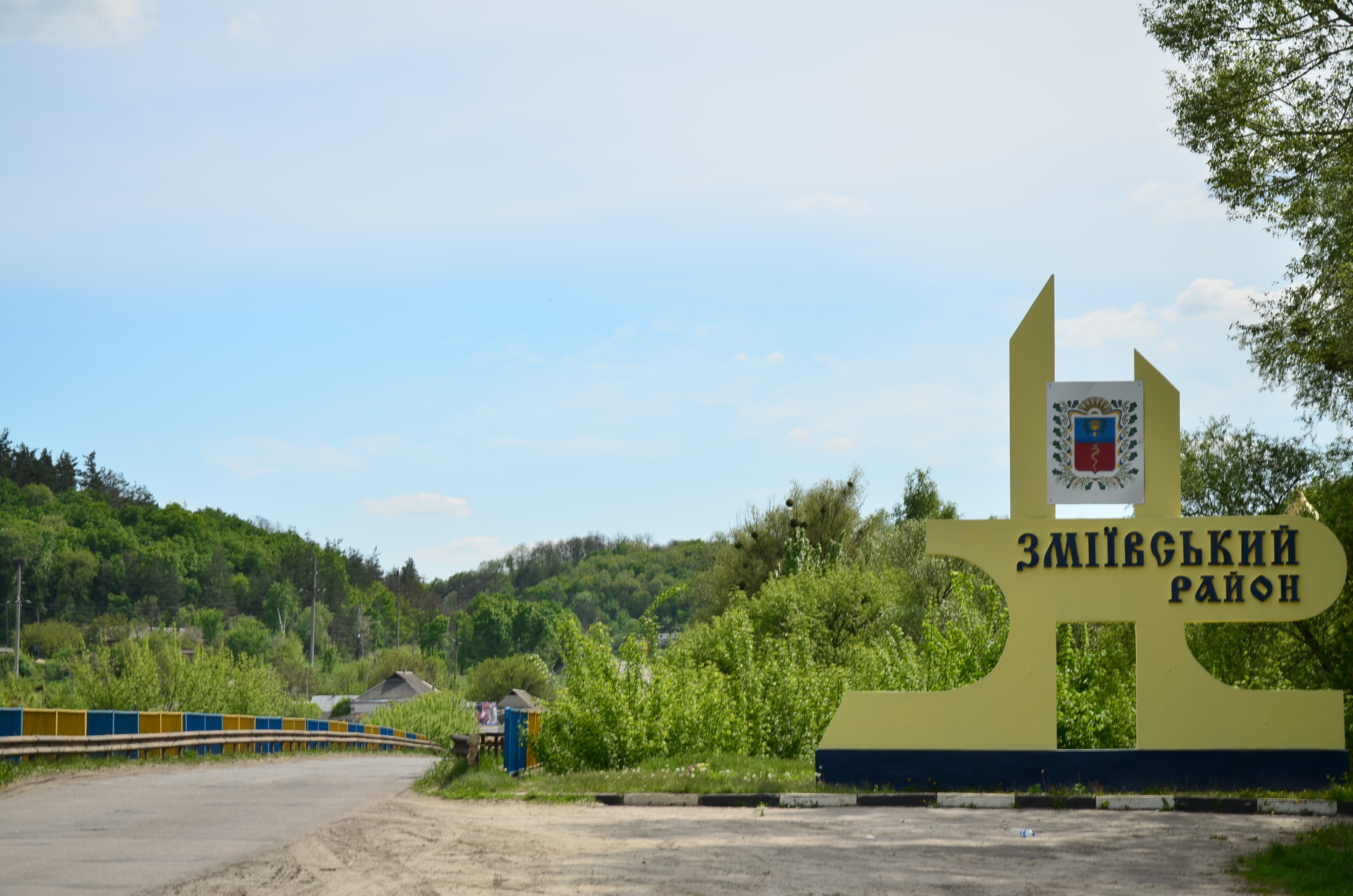
Знак в'їзду до Зміївського району, біля мосту через річку Уда

Зміївське городище вперше згадується в історичних джерелах у 1657 році.
Найбільш яскраві і значущі події, що відбувалися на території району:
- 1640 — заснування міста Зміїв.
- 1656—1670 — побудова Зміївської фортеці[1][2].
- 1668 — повстання проти влади російських воєвод під проводом І. Сірка.
- 1670 — Зміїв став центром повстання Степана Разіна.
- 1888 — аварія потягу, в якому їхав російський імператор Олександр III та його сім'я (нині с. Першотравневе).

У 1923 році проводиться адміністративна реформа у СРСР. Поділ «волость-повіт-губернія» змінюють на «район-округа-губернія». За рішенням XII сесії ВУЦВК 7-го скликання повіти ліквідовуються. Замість них шляхом укрупнення створюються округи, а шляхом укрупнення волостей — райони. Із 1923 року Зміївський район є складовою частиною Харківського та Ізюмського округів Харківської губернії.
1 серпня 1925 року рішенням ІХ Всеукраїнського З'їзду Рад поділ на губернії було скасовано, було поступово введено поділ «сільрада-район-округ».
Постановою ЦВК та РНК СРСР від 20/VII-1930 р. «О ліквідації округів» було зазначено скасування округів, а також перехід від поділу «район-округ-республіка», до поділу «район-республіка».
У 1932 році в УРСР з'являються області. Серед новоутворених областей була й Харківська. Зміївський район входить до складу Харківської області.

### Зміївський район в роки Німецько-радянської війни
Місто Зміїв було захоплене німцями 22 жовтня 1941 року. Район пережив дві німецькі окупації. Близько 6 тисяч місцевих жителів не повернулося з полів боїв, більш ніж 1900 уродженців району були нагороджені бойовими орденами та медалями. За час німецької окупації району було закатовано 1174 мешканців району, вивезено до Німеччини 1413 осіб.
Район було зайнято Червоною армією у вересні 1943 року військами Південно-Західного фронту під командуванням генерал-полковника М. Ватутіна.

### Господарський розвиток
Основні факти історії розвитку промисловості в районі:
- 1893 рік — засновано Зміївську паперову фабрику (зараз — ТОВ «Кронекс — Україна»).
- 1922 рік — створено першу сільгоспартіль «Вільний плугатар».
- 1923 рік — засновано Зміївський машинобудівний завод[4].
- 1943 рік — почав роботу Зміївський молокозавод (зараз ТОВ «С-Транс»).
- 1943 рік — відновлено діяльність Лиманської МТС Харківського земельного відділу (нині Зміївське ремонтно-транспортне підприємство).
- 1960 рік — почав роботу Слобожанський хлібозавод.
- 1961 рік — Зміївську ДРЕС включено до числа діючих підприємств раднаргоспу з передачею її до складу Управління «Харківобленерго».
- 1969 рік — почав роботу Слобожанський молокозавод.
- 1972 рік — засновано Дослідний електромонтажний завод, який випускає продукцію для потреб електроенергетики.
- 1975 рік — створено Зміївський експериментально-механічний завод.
- 1991 рік — засновано ЗАТ «Завод „Елокс“», перше спільне підприємство на території району.
- 1991 рік — засновано підприємство «Маяк», що випускає опалювальні котли.
- 1997 рік — почало роботу виробничо-торговельне підприємство «Овен», яке спеціалізується на виробництві ковбасних виробів і копченини.
- 1998 рік — засновано ТОВ «Пласт», що виробляє борошно та макаронні вироби.

## Адміністративний устрій
Район адміністративно-територіально поділяється на 1 міську раду, 2 селищні ради та 13 сільських рад, які об'єднують 77 населених пунктів та підпорядковані Зміївській районній раді.

## Населення
Розподіл населення за віком та статтю (2001):
| Стать | Всього | До 15 років | 15-24 | 25-44  | 45-64  | 65-85 | Понад 85 |
| --- | ------ | ----------- | ----- | ------ | ------ | ----- | -------- |
| Чоловіки | 37 063 | 6187        | 5380  | 11 079 | 9945   | 4320  | 152      |
| Жінки | 43 851 | 5881        | 5185  | 11 496 | 12 197 | 8242  | 850      |
| \| Статево-вікова піраміда \| Статево-вікова піраміда \| Статево-вікова піраміда \| \| ----------------------- \| ----------------------- \| ----------------------- \| \| Чоловіки \| Вік \| Жінки \| \| 152 \| 85 + \| 850 \| \| 241 \| 80-84 \| 979 \| \| 794 \| 75-79 \| 2079 \| \| 1588 \| 70-74 \| 2784 \| \| 1697 \| 65-69 \| 2400 \| \| 3007 \| 60-64 \| 4209 \| \| 1486 \| 55-59 \| 1937 \| \| 2679 \| 50-54 \| 3020 \| \| 2773 \| 45-49 \| 3031 \| \| 3088 \| 40-44 \| 3343 \| \| 2759 \| 35-39 \| 2917 \| \| 2581 \| 30-34 \| 2582 \| \| 2651 \| 25-29 \| 2654 \| \| 2570 \| 20-24 \| 2506 \| \| 2810 \| 15-20 \| 2679 \| \| 2754 \| 10-14 \| 2568 \| \| 1956 \| 5-9 \| 1888 \| \| 1477 \| 0-4 \| 1425 \| |        |             |       |        |        |       |          |
| Статево-вікова піраміда |        |             |       |        |        |       |          |
| Чоловіки | Вік    | Жінки       |       |        |        |       |          |
| 152 | 85 +   | 850         |       |        |        |       |          |
| 241 | 80-84  | 979         |       |        |        |       |          |
| 794 | 75-79  | 2079        |       |        |        |       |          |
| 1588 | 70-74  | 2784        |       |        |        |       |          |
| 1697 | 65-69  | 2400        |       |        |        |       |          |
| 3007 | 60-64  | 4209        |       |        |        |       |          |
| 1486 | 55-59  | 1937        |       |        |        |       |          |
| 2679 | 50-54  | 3020        |       |        |        |       |          |
| 2773 | 45-49  | 3031        |       |        |        |       |          |
| 3088 | 40-44  | 3343        |       |        |        |       |          |
| 2759 | 35-39  | 2917        |       |        |        |       |          |
| 2581 | 30-34  | 2582        |       |        |        |       |          |
| 2651 | 25-29  | 2654        |       |        |        |       |          |
| 2570 | 20-24  | 2506        |       |        |        |       |          |
| 2810 | 15-20  | 2679        |       |        |        |       |          |
| 2754 | 10-14  | 2568        |       |        |        |       |          |
| 1956 | 5-9    | 1888        |       |        |        |       |          |
| 1477 | 0-4    | 1425        |       |        |        |       |          |

Чисельність населення Зміївського району становить 78,2 тис. чоловік, зокрема:
- міське населення — 35,6 тис. чоловік
- сільське — 42, 6 тис. чоловік.

Загальне число пенсіонерів, що проживають в районі (станом на 01.01.2005 р.), становить 23 843 особи, або 30,5 % від всього населення району.
Щільність населення становить 57,3 людини на 1 кв. км.
Народжуваність в районі в 2004 році склала 8,1 на 1000 чоловік. Смертність — 19,3 на 1000 чоловік.
Національний склад населення станом на 1 січня 2005 р.:
| Національність      | Кількість |
| ------------------- | --------- |
| Українці            | 82,3 %    |
| Росіяни             | 15,6 %    |
| Білоруси            | 0,5 %     |
| Вірмени             | 0,2 %     |
| Інші національності | 1,4 %     |

## Пам'ятки Зміївського району
- 400 — річний «Козацький» дуб (с. Задонецьке).
- Каплиця на місці катастрофи царського потягу (с. Першотравневе).
- Пам'ятник Героям — Широнінцям (с. Таранівка).
- Музей бойового братерства (с. Соколове).
- Державний ландшафтний заповідник місцевого значення «Гомільшанська лісова дача» (с. Велика Гомільша).
- Державний ентомологічний заповідник місцевого значення «Прогін» (с. Нижній Бишкин).
- Лісотипологічна пам'ятка природи «Мохначанський ліс» (с. Мохнач).
- Державний лісовий заповідник «Скрипаївський» (с. Скрипаї).
- Ільменитові розсипи в урочищі Романови Ровци (с. Нижній Бишкин).
- Ділянка вікового соснового лісу (тераса Сіверського Донця) та інші орнітологічні, геоботанічні, геологічні, геоморфологічні, гідрологічні пам'ятки природи.

## Господарські досягнення
- У 2004 році Зміївський район зайняв 2 місце серед сільських районів області за обсягами промислового виробництва на душу населення.
- У 2004 році закінчено великомасштабну реконструкцію енергоблока № 8 на Зміївській ТЕС.
- Три промислові підприємства району працюють з іноземними інвестиціями, обсяг яких становить близько 1,5 млн доларів США.
- За підсумками 2004 року район мав позитивне сальдо — 5,2 млн доларів США від зовнішньоекономічної діяльності.

Основною спеціалізацією району в сільському господарстві є зерно-технічний напрям, в промисловому виробництві — електроенергетика і машинобудування.

## Соціальна сфера
У науці: з 2013 року працює Зміївське наукове краєзнавче товариство (офіційна реєстрація 9 квітня 2014 року);
В освіті район представлений: 2 ліцеями (Зміївський ліцей №1 ім. З. К. Слюсаренка та Слобожанський ліцей № 1), 2 гімназіями, 13 школами I—III ступенів, 12 школами I—II ступенів, 2 школами I ступеня, дитячою юнацькою спортивною школою, дитячим будинком для дітей шкільного віку, центром дитячої та юнацької творчості, 12 дошкільними освітніми установами;
У медицині район представлений: центральною районною лікарнею, Слобожанською міською лікарнею, районною поліклінікою, 4 дільничними лікарнями, 4 лікарськими амбулаторіями, 7 амбулаторіями загальної практики сімейної медицини, протитуберкульозним диспансером, шкірно-венерологічним диспансером, санітарно-епідеміологічною станцією, туберкульозним санаторієм, 29 фельдшерсько—акушерськими пунктами;
У культурі район представлений: 3 музичними школами, 3 музеями, 41 бібліотекою (зокрема, Зміївською центральною бібліотекою та Зміївською районною дитячою бібліотекою), 23 Будинками культури, 1 Палацом культури.
У районі функціонує 16 спортивних та 18 тренажерних залів, 17 футбольних полів. Найкращим спортивним центром району є спортивний комплекс Зміївської ТЕС (селище Слобожанське).
У районі представлені такі засоби масової інформації:
- газета «Аргумент тижня»;
- газета «Зміївський кур'єр»;
- газета «Вісті Зміївщини»;
- газета «Енергетик»;
- телерадіокомпанія «Зміїв — ТБ»;
- районне радіомовлення.

На території району можна упевнено приймати передачі телекомпаній: «Харків-2», А/ТВК, Simon, СТБ, Фора, ICTV, УТ-1, 1+1, «Україна», Інтер, 7 канал, S-tet, М1, Фаворит, Новий канал.

## Християнство у Зміївському районі
У Зміївському районі зареєстровано 28 релігійних громад:
- Свято-Миколаївська церква м. Зміїв УПЦ.
- Свято-Троїцька церква УПЦ.
- Свято-Трифонівська церква УПЦ.
- Адвентисти сьомого дня.
- Церква «Життя в благодаті» Християн Віри Євангелістської.
- Євангелістські християни — баптисти м. Зміїв.
- Свідки Єгови м. Зміїв.
- «Життя в слові» Християн Віри Євангелістської.
- Євангелістські християни — баптисти сел. Слобожанське.
- Свідки Єгови сел. Слобожанське.
- Церква Георгія Победоносця УПЦ.
- Євангелістські християни — баптисти сел. Зідьки.
- Церква Свято — Архангела Михайла УПЦ.
- Борисо-Глібський монастир УПЦ.
- Церква Різдва Христова УПЦ.
- Старообрядці Російської давньоправославної поморської церкви.
- Церква Серафима Саровського УПЦ.
- Євангелістські християни — баптисти с. Геніївка.
- Хрестовоздвиженська церква УПЦ.
- Свято-Миколаївська церква с. Шелудьківка УПЦ.
- Євангелістські християни — баптисти с. Шелудьківка.
- Церква Нерукотворного образу Христа Спасителя УПЦ.
- Свято-Успенська православна церква УПЦ.
- Свято-Успенська церква УПЦ.
- Українська автокефальна православна церква.
- Свято-Вознесенська церква УПЦ.
- Євангелістські християни — баптисти с. Черкаський Бишкин.

## Видатні люди
- Кричевська Любов Яківна — поетеса і письменниця сентиментального напряму.
- Яворницький Дмитро Іванович — історик, археолог, етнограф, фольклорист, письменник, академік АН УРСР.
- Виєзжаєв Олександр Миколайович — живописець.
- Буценко Панас Іванович — радянський діяч, працював главою Харківського окрвиконкому, неодноразово обирався членом ЦВК СРСР.
- Золотарьов Василь Дмитрович — учасник повстання на броненосці «Потьомкін».
- Пустовойт Василь Степанович — відомий селекціонер, лауреат Державної і Ленінської премій, академік, Герой Соціалістичної праці.
- Синякова-Уречина Марія Михайлівна — художниця.
- Малік Яків Олександрович — співробітник центрального апарату Наркомату закордонних справ Союзу РСР, був послом СРСР в Японії, Великій Британії, заступником Міністра закордонних справ СРСР.
- Погребняк Петро Степанович — працював заступником начальника головного управління лісового господарства Грузинської РСР, був членом — кореспондентом АН УРСР, дійсним членом АН УРСР, віцепрезидентом АН УРСР.
- Дерюгин Іван Костянтинович — олімпійський чемпіон, чемпіон світу з сучасного п'ятиборства.
- Іванова Людмила Мстиславівна — актриса, знялася в більш ніж 60 фільмах.

### Уродженці Зміївського району, що одержали високі урядові нагороди

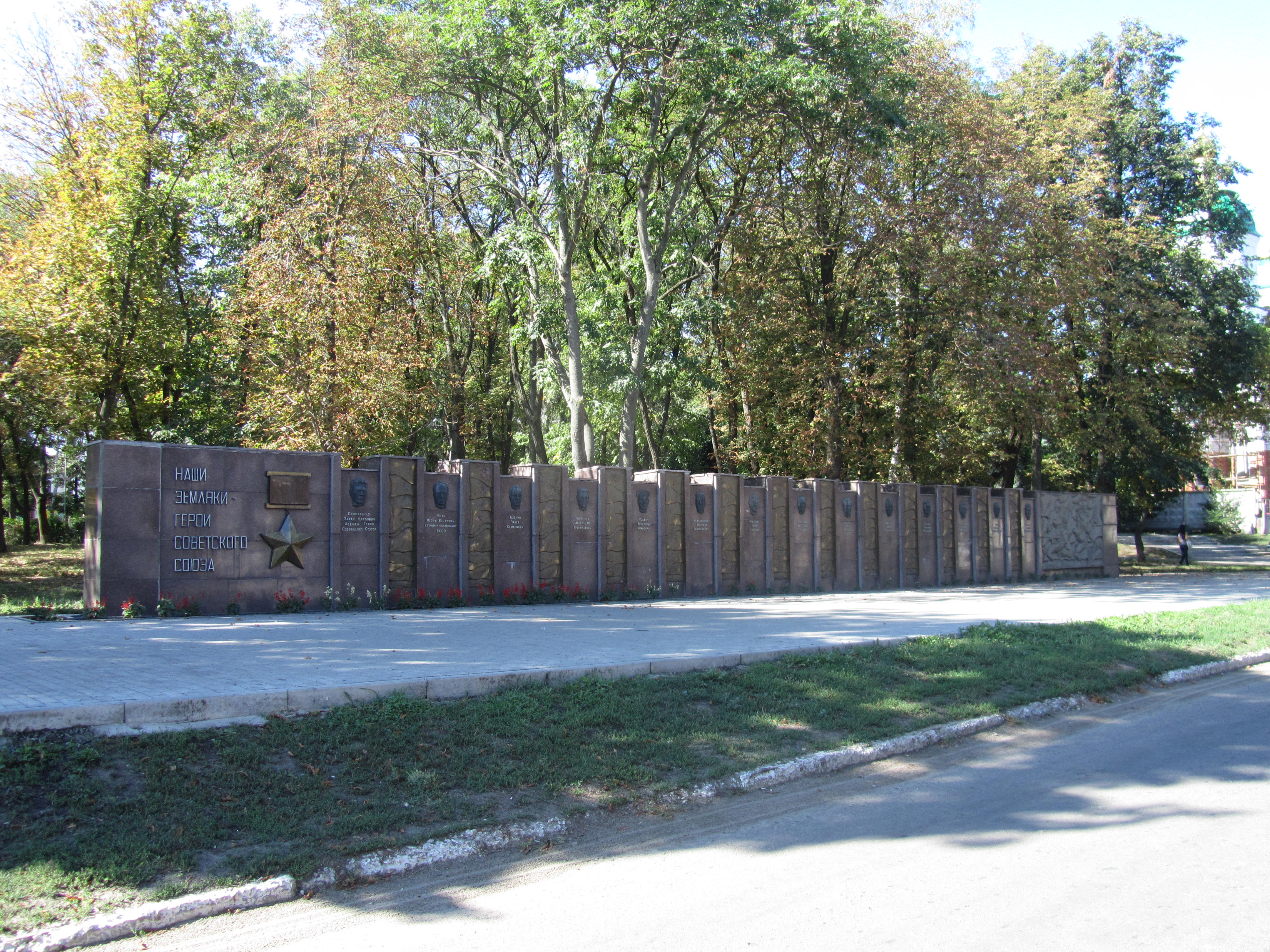
Пам'ятник землякам — героям Радянського Союзу у центрі Змієва

- Бублій Павло Семенович, уродженець м. Змієва, заступник командира стрілецького полку, Герой Радянського Союзу.
- Волк Ігор Петрович, уродженець м. Змієва, льотчик — космонавт СРСР, Герой Радянського Союзу.
- Воронько Олександр Григорович, уродженець с. Соколове, гвардії майор, Герой Радянського Союзу.
- Ковтун Григорій Іванович, уродженець с. Черемушне, морський піхотинець, Герой Радянського Союзу.
- Колодяжний Арсентій Григорович, уродженець с. Гонтарі, гвардії рядовий, Герой Радянського Союзу.
- Кравцов Юхим Єгорович, уродженець с. Шелудьківка, старший радіотелеграфіст, Герой Радянського Союзу.
- Кришталь Арсентій Єлисійович, уродженець с. Чемужівка, механік — водій танка, Герой Радянського Союзу.
- Кришталь Максим Калинович — уродженець с. Чемужівка, нагороджений 4 Георгіївськими хрестами в I Світову війну.
- Лаврик Іван Іванович, уродженець с. Черемушне, молодший лейтенант, Герой Радянського Союзу.
- Міщенко Іван Васильович, уродженець с. Соколове, командир взводу, Герой Радянського Союзу.
- Пасько Микола Федорович, уродженець с. Скрипаї, капітан, Герой Радянського Союзу.
- Протопопов Іван Іванович, уродженець с. Геніївка, старший лейтенант, Герой Радянського Союзу.
- Слюсаренко Захар Карпович — уродженець м. Змієва, генерал — лейтенант, двічі Герой Радянського Союзу.
- Чепур Микита Дмитрович — уродженець м. Змієва, Герой Радянського Союзу.
- Шемигон Олексій Родіонович, уродженець с. Вилівка, лейтенант, Герой Радянського Союзу.

## Політика
25 травня 2014 року відбулися Президентські вибори України. У межах Зміївського району було створено 48 виборчих дільниць. Явка на виборах складала — 47,53 % (проголосували 28 626 із 60 226 виборців). Голосів виборців розподілилися так:
- Петро Порошенко — 38,94 % (11 147 виборців).
- Михайло Добкін — 24,66 % (7060 виборців).
- Юлія Тимошенко — 7,35 % (2105 виборців).
- Сергій Тігіпко — 7,00 % (2003 виборців).
- Олег Ляшко — 5,03 % (1441 виборців).
- Анатолій Гриценко — 3,80 % (1088 виборців).

Решта кандидатів набрали меншу кількість голосів. Кількість недійсних або зіпсованих бюлетенів — 2,28 %.